# Parachydaeopsis shaanxiensis
Parachydaeopsis shaanxiensis är en skalbaggsart som beskrevs av Wang och Fernando Chiang 2002. Parachydaeopsis shaanxiensis ingår i släktet Parachydaeopsis och familjen långhorningar. Inga underarter finns listade i Catalogue of Life.